# Municipio de Knobview
El municipio de Knobview (en inglés: Knobview Township) es un municipio ubicado en el condado de Crawford en el estado estadounidense de Misuri. En el año 2010 tenía una población de 1547 habitantes y una densidad poblacional de 12,21 personas por km².

## Geografía
El municipio de Knobview se encuentra ubicado en las coordenadas 38°3′42″N 91°30′11″O / 38.06167, -91.50306. Según la Oficina del Censo de los Estados Unidos, el municipio tiene una superficie total de 126.67 km², de la cual 125.62 km² corresponden a tierra firme y (0.83%) 1.05 km² es agua.

## Demografía
Según el censo de 2010, había 1547 personas residiendo en el municipio de Knobview. La densidad de población era de 12,21 hab./km². De los 1547 habitantes, el municipio de Knobview estaba compuesto por el 98.64% blancos, el 0.13% eran afroamericanos, el 0.06% eran amerindios, el 0.58% eran asiáticos, el 0.13% eran isleños del Pacífico, el 0.13% eran de otras razas y el 0.32% pertenecían a dos o más razas. Del total de la población el 1.68% eran hispanos o latinos de cualquier raza.